# Marta Domínguez
Marta Domínguez Azpeleta (Palencia, 3 novembre 1975) è un'ex mezzofondista e siepista spagnola.

## Record nazionali

### Seniores
- 2000 metri piani indoor: 5'49"55 ( Sindelfingen, 8 marzo 1998)
- 3000 metri piani: 8'28"80 ( Zurigo, 11 agosto 2000)
- 3000 metri piani indoor: 8'40"98 ( Lisbona, 10 marzo 2001)
- 10000 metri piani: 30'51"69 ( Göteborg, 7 agosto 2006)
- 3000 metri siepi: 9'07"32 ( Berlino, 17 agosto 2009)

## Palmarès
| Anno | Manifestazione    | Sede       | Evento         | Risultato  | Prestazione | Note                  |
| ---- | ----------------- | ---------- | -------------- | ---------- | ----------- | --------------------- |
| 1992 | Mondiali di cross | Boston     | Corsa juniores | 37ª        | 14'33       |                       |
| 1994 | Mondiali juniores | Lisbona    | 1500 m piani   | Argento    | 4'14"59     |                       |
| 1995 | Mondiali indoor   | Barcellona | 3000 m piani   | 6ª         | 9'01"79     |                       |
| 1995 | Mondiali          | Göteborg   | 1500 m piani   | Semifinale | 4'18"72     |                       |
| 1996 | Europei indoor    | Stoccolma  | 3000 m piani   | Bronzo     | 8'53"34     |                       |
| 1996 | Giochi olimpici   | Atlanta    | 1500 m piani   | Batteria   | 4'15"00     |                       |
| 1997 | Mondiali indoor   | Parigi     | 3000 m piani   | 5ª         | 8'52"74     |                       |
| 1998 | Mondiali di cross | Marrakech  | Corsa breve    | 21ª        | 13'08       |                       |
| 1998 | Europei indoor    | Valencia   | 3000 m piani   | Bronzo     | 8'57"72     |                       |
| 1998 | Europei           | Budapest   | 5000 m piani   | Bronzo     | 15'10"54    |                       |
| 1999 | Mondiali          | Siviglia   | 5000 m piani   | 9ª         | 15'16"93    |                       |
| 2000 | Mondiali di cross | Vilamoura  | Corsa breve    | 14ª        | 13'23       |                       |
| 2000 | Europei indoor    | Gand       | 3000 m piani   | Bronzo     | 8'44"08     |                       |
| 2000 | Giochi olimpici   | Sydney     | 5000 m piani   | Batteria   | 15'45"07    |                       |
| 2001 | Mondiali di cross | Ostenda    | Corsa breve    | 42ª        | 16'09       |                       |
| 2001 | Mondiali indoor   | Lisbona    | 3000 m piani   | 4ª         | 8'40"98     | Record nazionale      |
| 2001 | Mondiali          | Edmonton   | 5000 m piani   | Argento    | 15'06"59    |                       |
| 2002 | Europei indoor    | Vienna     | 3000 m piani   | Oro        | 8'53"87     |                       |
| 2002 | Europei           | Monaco     | 5000 m piani   | Oro        | 15'14"76    |                       |
| 2003 | Mondiali indoor   | Birmingham | 3000 m piani   | Argento    | 8'42"17     |                       |
| 2003 | Mondiali          | Parigi     | 5000 m piani   | Argento    | 14'52"26    |                       |
| 2004 | Mondiali indoor   | Budapest   | 3000 m piani   | 4ª         | 9'12"85     |                       |
| 2005 | Mondiali          | Helsinki   | 5000 m piani   | 14ª        | 15'02"30    |                       |
| 2006 | Europei           | Göteborg   | 5000 m piani   | Oro        | 14'56"18    | Record dei campionati |
| 2006 | Europei           | Göteborg   | 10000 m piani  | 7ª         | 30'51"69    | Record nazionale      |
| 2007 | Europei di cross  | Toro       | Corsa seniores | Oro        | 26'58       |                       |
| 2007 | Europei indoor    | Birmingham | 3000 m piani   | Argento    | 8'44"40     |                       |
| 2008 | Giochi olimpici   | Pechino    | 3000 m siepi   | Finale     | dnf         |                       |
| 2009 | Mondiali          | Berlino    | 3000 m siepi   | dq         | dq          |                       |
| 2010 | Europei           | Barcellona | 3000 m siepi   | dq         | dq          |                       |
| 2012 | Europei           | Helsinki   | 3000 m siepi   | Batteria   | dnf         |                       |
| 2012 | Giochi olimpici   | Londra     | 3000 m siepi   | Finale     | dq          |                       |

## Campionati nazionali
1996
- Oro ai campionati spagnoli, 1500 m piani - 4'14"25

1997
- Argento ai campionati spagnoli, 1500 m piani - 4'15"87
- Oro ai campionati spagnoli indoor, 3000 m piani - 9'03"18

1998
- Oro ai campionati spagnoli, 5000 m piani - 15'21"97
- Oro ai campionati spagnoli indoor, 3000 m piani - 9'11"79

1999
- Oro ai campionati spagnoli, 5000 m piani - 15'45"31

2000
- Oro ai campionati spagnoli, 5000 m piani - 15'26"00
- Oro ai campionati spagnoli indoor, 3000 m piani - 9'08"55

2001
- Oro ai campionati spagnoli, 5000 m piani - 15'40"49
- Oro ai campionati spagnoli indoor, 3000 m piani - 8'57"26

2002
- Oro ai campionati spagnoli, 5000 m piani - 15'30"11
- Oro ai campionati spagnoli indoor, 3000 m piani - 8'53"66

2003
- Oro ai campionati spagnoli, 5000 m piani - 15'28"53
- Oro ai campionati spagnoli indoor, 3000 m piani - 8'54"28

2004
- Oro ai campionati spagnoli indoor, 3000 m piani - 9'05"78

2006
- Oro ai campionati spagnoli, 10000 m piani - 32'46"23

## Altre competizioni internazionali
1996
- 12ª al Memorial Van Damme ( Bruxelles), 1500 m piani - 4'10"34

1998
- Bronzo al Golden Gala ( Roma), 5000 m piani - 14'59"49
- 9ª all'ISTAF Berlin ( Berlino), 5000 m piani - 15'21"94

1999
- 9ª all'Herculis ( Monaco), 3000 m piani - 8'46"14
- 9ª al Memorial Van Damme ( Bruxelles), 3000 m piani - 8'50"77
- 16ª al Golden Gala ( Roma), 3000 m piani - 8'55"95

2001
- Argento al Bauhaus-Galan ( Stoccolma), 5000 m piani - 14'58"12
- 8ª al Memorial Van Damme ( Bruxelles), 3000 m piani - 8'36"33
- 12ª al Golden Gala ( Roma), 3000 m piani - 8'46"35
- Bronzo alla San Silvestre Vallecana ( Madrid) - 33'41"

2002
- Argento in Coppa del mondo ( Madrid), 5000 m piani - 15'19"73
- 12ª al Golden Gala ( Roma), 5000 m piani - 15'10"67
- Oro alla San Silvestro Vallecana ( Madrid) - 32'13"

2003
- Oro alla San Silvestro Vallecana ( Madrid) - 31'35"

2005
- 13ª al Golden Gala ( Roma), 5000 m piani - 14'54"98
- Bronzo alla San Silvestre Vallecana ( Madrid) - 33'22"

2006
- Bronzo alla San Silvestre Vallecana ( Madrid) - 33'15"

2007
- Bronzo alla San Silvestre Vallecana ( Madrid) - 32'27"

2008
- Oro alla San Silvestro Vallecana ( Madrid) - 33'05"

## Riconoscimenti
- Atleta europea dell'anno (2009)